# Francis Ayscough
Francis Ayscough (1701–1763) est un ecclésiastique anglican. Il est tuteur de George III et greffier du cabinet de son père Frédéric de Galles, puis doyen de la cathédrale de Bristol.

## Biographie
Francis est né dans le comté anglais de Surrey le 19 décembre 1701 et baptisé le 25 décembre à St Olave's Church, Southwark. Il fait ses premières études à Winchester et à la Free School de John Roysse à Abingdon (maintenant la Abingdon School). Il postule à l'Université d'Oxford après deux ans à Corpus Christi College (Oxford). Bien que rejeté initialement, il est admis après l’intervention de l’évêque de Winchester, Richard Willis (évêque), qui menace de limoger toutes les personnes impliquées si Ayscough n’est pas nommé dans 15 minutes.

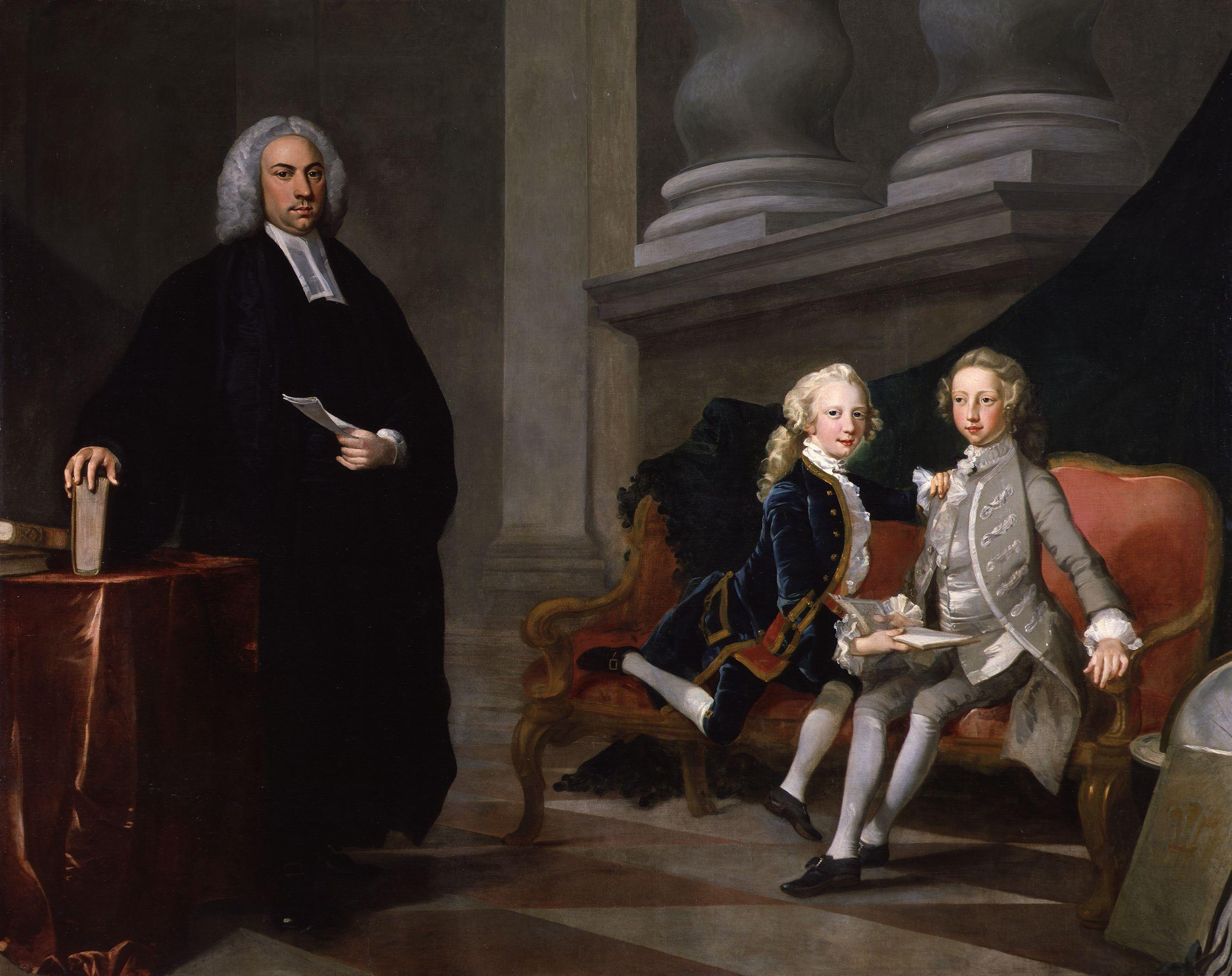
Francis Ayscough, doyen de Bristol et tuteur de George III d'Angleterre avec ses élèves. Par Richard Wilson, v. 1749

Il est nommé premier précepteur de George, futur George III d'Angleterre. Ayscough aurait été nommé par l'intercession de George Lyttelton, qui exerce une certaine influence sur le père de George. Ayscough épouse Anne Lyttleton, la sœur de George.
En 1735, c'est Ayscough, aumônier du prince de Galles, qui est appelé à prononcer un sermon à la Chambre des communes pour commémorer le "martyre de Charles Ier".
Le père du garçon retient les services de Francis, mais en 1749, il nomme à nouveau Ayscough. Le nouvel assistant, Lewis Scott, est mathématicien et membre de la Royal Society. C'est grâce à lui que George III devient le premier monarque britannique à avoir une formation scientifique.
En 1755, il fait publier un sermon sur les torts du "meurtre de soi".
À la mort de Frederick, Ayscough et North sont tous deux remplacés par les personnalités Whig. Ayscough est remplacé par l'évêque de Norwich, Thomas Hayter.
En 1756, Ayscough devient le chanoine (de la 12e prébende) pour la cathédrale de Winchester, 1756-1763. Il est également nommé doyen de Bristol en 1761, poste qu'il occupe également jusqu'à sa mort, qui a lieu à Bristol le 16 août 1763. Il est enterré dans la cathédrale de Bristol trois jours plus tard. Anne, sa femme, lui survit et meurt dans leur maison à Londres en 1776, à l'âge de 64 ans. Il est le père d'Anne Augusta, devenue Lady Cockburn, et George Edward Ayscough, officier des gardes et dramaturge.